# Santa Cruz Verapaz
Santa Cruz Verapaz («Santa Cruz»: en honor a la Santa Cruz de Cristo; «Verapaz»: del latín, significa «verdadera paz») es un municipio del departamento de Alta Verapaz, ubicado en la región conocida como Bosque Lluvioso de clima oceánico en la República de Guatemala. Fue fundado el 3 de mayo del año de 1543 por los frailes dominicos Juan de Torres, Luis Cáncer y Pedro de Angulo y su templo católico fue construido a finales del siglo xvi.

Por su posición geográfica, sus recursos naturales y de población, su acceso y cercanía a la cabecera departamental y por estar ubicado a la orilla de la carretera CA-14 que une la cabecera departamental con la Ciudad de Guatemala, cuenta con un gran potencial para su desarrollo. Presenta al igual que la mayoría de los demás pueblos de la Verapaz, una amplia riqueza, cultural e histórica, como también lo etnográfico, arquitectónico, de reservas ecológicas, paisaje, costumbres y tradiciones. Acá se manifiesta aún lo ancestral, se reviven las tradiciones, el colorido de trajes autóctonos impuestos por los colonizadores españoles, comida típica, bailes, máscaras y disfraces, música e instrumentos.[cita requerida]

## Toponimia
Muchos de los nombres de los municipios y poblados de Guatemala constan de dos partes: el nombre del santo católico que se venera el día en que fueron fundados y una descripción con raíz náhuatl; esto se debe a que las tropas que invadieron la región en la década de 1520 al mando de Pedro de Alvarado estaban compuestas por soldados españoles y por indígenas tlaxcaltecas y cholultecas. En el caso de Santa Cruz Verapaz, esta no fue fundada por Alvarado y sus soldados, sino por los frailes dominicos, encomendados con la conquista pacífica de Tezulutlán —«zona de guerra»—, región a la que llamaron luego «Vera Paz», por haberse convertido en el lugar de la «Verdadera Paz».
El topónimo «Santa Cruz» se debe a que el poblado se fundó un 3 de mayo, fecha en que la Iglesia Católica conmemora el día de la Santa Cruz. Además, la Cruz en sí tenía mucho significado para los frailes dominicos que fundaron el poblado; una imagen y figura de carácter sagrado, la que, según sus doctrinas «se puede interpretar como un cruce de caminos, una Ceiba primigenia los puntos cardinales, así como el simbolismo de la muerte y redención. La cruz tiene diversas formas de representarse, teniendo cada grupo su propia forma de percibir, creer y venerar este símbolo». La cruz es el elemento simbólico que identifica al cristianismo, y fue la parte ideológica de la conquista de las nuevas tierras.[cita requerida]

## División política
Santa Cruz Verapaz está dividido en dos áreas, urbana y rural; en el área urbana hay cuatro barrios tradicionales y cuatro colonias residenciales que se han constituido en los últimos diez años. En el área rural hay siete aldeas, las cuales están divididas en caseríos y parajes. 
| Categoría | Listado |
| --------- | --- |
| Barrios   | Santa Elena, Santa Cecilia, Santo Tomás y Santa Cruz |
| Colonias  | Res. Milano, El Bosque, Los Ángeles, Oro Verde y Los Olivos |
| Aldeas    | - Acamal - Chicoyoj - Chijou - Chiquigüital - Chitul - Chixajau - Najquitob |
| Parajes   | Chicac Acal, Chi´k oxb, Laguneta, Los Arcos y Paris Tumiin |
| Caseríos  | - Cak´abaj - Carchelá - Chalcoxoj - Chilocom - Chisacsi - El Arco - El Cangrejo - El Palmar - El Salto - El Zapote - Holanda - La isla - Las Camelias - Los Arcos - Moxenjá - Pambach - Pana - Pancalax - Panquiyou - Peña del Gallo Parrochoch - Río Frío - Rosario - Sacmés - San Antonio Panec - Santa Elena - Saquijá - Saquimax - Valparaíso - Villa linda - Wach Q´amcheé - Xutjá |
| Fincas    | - Capiljá - Cerro Verde - Clarita - Don Pedro - El Cangrejo - El Porvenir - El Rosario - Holanda - La Aurora - Las Camelias - Las Conchas - Chisacsí - Maria Auxiliadora - Mocjá - Panbach - Río Frío - Santa Elena - Santa Isabel - San Rafael - San Vicente - Valparaíso - Villa linda                                                                                                |

## Geografía física
Santa Cruz Verapaz es uno de los dieciséis municipios que conforman el Departamento de Alta Verapaz; la cabecera municipal corresponde al número geográfico 16-002, con categoría de pueblo.

### Accidentes geográficos
| Categoría   | Listado |
| ----------- | --- |
| Montañas    | - Montaña de Tomtem - Montaña de Saltul - Montaña de Santa Apolonia - Montaña de Xucaneb - Sierra Pancajché - Sierra de Chamá. - Gruta Santa Elena y Chitul - Cerro Chisos - Cerro Chitul - Cerro San Rafael.                |
| Hidrografía | - Río Frío - Río Carchelá - Río Chirripitán - Río Chixoy - Río Quililá - Río Saquijá - Río Cahabón - Río Frío - Río Sacbin - Río Santa María - Riachuelo "La Cueva" - Chojomá - El Palmar - Guachcojloy - Pambach - Panchlax |

### Clima
Respecto al clima, predominan el templado y frío. Este último sobresale en la mayor parte del municipio. En los meses de noviembre a enero se manifiesta la época más fría, en donde predominan las lloviznas durante casi todo el día «Chipi–chipi» —lluvia permanente, en forma de rocío—. El clima templado se manifiesta en Carchelá y el Zapote, dos de las regiones más alejadas al sur de la cabecera municipal. La época lluviosa, se inicia en el mes de mayo y culmina en octubre con una precipitación pluvial de 2284 mm . La altura del municipio de Santa Cruz varía de los 600 a los 2000 m s. n. m., presentándose lluvia prácticamente todo el año, con una máxima entre los meses de junio a noviembre. La clasificación dentro de la jerarquía de humedad es muy húmedo, registrando un 87%. La temperatura promedio se ubica entre los 17 y 18 grados centígrados.
La cabecera municipal de Santa Cruz Verapaz tiene clima templado (Clasificación de Köppen: Cfb).
| Parámetros climáticos promedio de Santa Cruz Verapaz | Parámetros climáticos promedio de Santa Cruz Verapaz | Parámetros climáticos promedio de Santa Cruz Verapaz | Parámetros climáticos promedio de Santa Cruz Verapaz | Parámetros climáticos promedio de Santa Cruz Verapaz | Parámetros climáticos promedio de Santa Cruz Verapaz | Parámetros climáticos promedio de Santa Cruz Verapaz | Parámetros climáticos promedio de Santa Cruz Verapaz | Parámetros climáticos promedio de Santa Cruz Verapaz | Parámetros climáticos promedio de Santa Cruz Verapaz | Parámetros climáticos promedio de Santa Cruz Verapaz | Parámetros climáticos promedio de Santa Cruz Verapaz | Parámetros climáticos promedio de Santa Cruz Verapaz | Parámetros climáticos promedio de Santa Cruz Verapaz |
| Mes                                                  | Ene.                                                 | Feb.                                                 | Mar.                                                 | Abr.                                                 | May.                                                 | Jun.                                                 | Jul.                                                 | Ago.                                                 | Sep.                                                 | Oct.                                                 | Nov.                                                 | Dic.                                                 | Anual                                                |
| ---------------------------------------------------- | ---------------------------------------------------- | ---------------------------------------------------- | ---------------------------------------------------- | ---------------------------------------------------- | ---------------------------------------------------- | ---------------------------------------------------- | ---------------------------------------------------- | ---------------------------------------------------- | ---------------------------------------------------- | ---------------------------------------------------- | ---------------------------------------------------- | ---------------------------------------------------- | ---------------------------------------------------- |
| Temp. máx. media (°C)                                | 21.1                                                 | 22.6                                                 | 24.2                                                 | 25.0                                                 | 24.8                                                 | 23.9                                                 | 23.3                                                 | 23.7                                                 | 23.6                                                 | 22.8                                                 | 21.6                                                 | 21.5                                                 | 23.2                                                 |
| Temp. media (°C)                                     | 15.8                                                 | 16.7                                                 | 18.0                                                 | 19.1                                                 | 19.4                                                 | 19.4                                                 | 19.0                                                 | 19.0                                                 | 19.0                                                 | 18.2                                                 | 17.0                                                 | 16.5                                                 | 18.1                                                 |
| Temp. mín. media (°C)                                | 10.5                                                 | 10.9                                                 | 11.9                                                 | 13.2                                                 | 14.1                                                 | 15.0                                                 | 14.7                                                 | 14.4                                                 | 14.5                                                 | 13.7                                                 | 12.5                                                 | 11.6                                                 | 13.1                                                 |
| Precipitación total (mm)                             | 95                                                   | 75                                                   | 66                                                   | 60                                                   | 140                                                  | 303                                                  | 278                                                  | 254                                                  | 302                                                  | 254                                                  | 155                                                  | 83                                                   | 2065                                                 |
| Fuente: Climate-Data.org                             |                                                      |                                                      |                                                      |                                                      |                                                      |                                                      |                                                      |                                                      |                                                      |                                                      |                                                      |                                                      |                                                      |

### Ubicación geográfica
Está ubicado en latitud Norte a 15°22′25″ y, longitud Oeste en 90°25′50″; cuenta con una extensión territorial de 48 km², con densidad poblacional de 396 personas por km².  El municipio está prácticamente rodeado por municipios del departamento de Alta Verapaz: al norte el municipio de Cobán; al sur con el municipio de San Miguel Chicaj del Departamento de Baja Verapaz; al este con el municipio de Tactic y al oeste con el municipio de San Cristóbal Verapaz.   Está localizado a 3 km al sudeste de la cabecera municipal a la altura de los kilómetros 195 y 196 de la carretera CA-14. Colinda con Residenciales Milano, Chixajau, Kaq´a ab´aj y Río Frío. 
Sus colindancias son las siguientes:
- Norte y noreste: Cobán, municipio del departamento de Alta Verapaz
- Sur: San Miguel Chicaj, municipio del departamento de Baja Verapaz
- Este: Tactic, municipio del departamento de Alta Verapaz
- Oeste: San Cristóbal Verapaz, municipio del departamento de Alta Verapaz[8]

|                              | Norte: Cobán           | Nordeste: Cobán |
| Oeste: San Cristóbal Verapaz |                        | Este: Tactic    |
|                              | Sur: San Miguel Chicaj |                 |

## Gobierno municipal
Los municipios se encuentran regulados en diversas leyes de la República, que establecen su forma de organización, lo relativo a la conformación de sus órganos administrativos y los tributos destinados para los mismos.  Aunque se trata de entidades autónomas, se encuentran sujetos a la legislación nacional y las principales leyes que los rigen desde 1985 son:
| N.º | Ley                                                | Descripción |
| --- | -------------------------------------------------- | --- |
| 1   | Constitución Política de la República de Guatemala | Tiene una regulación legal específica para los municipios en los artículos 253 al 262. |
| 2   | Ley Electoral y de Partidos Políticos              | Ley de carácter constitucional aplicable a los municipios en el tema de la conformación de sus autoridades electas. |
| 3   | Código Municipal                                   | Decreto 12-2002 del Congreso de la República de Guatemala. Tiene la categoría de ley ordinaria y contiene preceptos generales aplicables a todos los municipios, e inclusive contiene legislación referente a la creación de los municipios.             |
| 4   | Ley de Servicio Municipal                          | Decreto 1-87 del Congreso de la República de Guatemala. Regula las relaciones entra la municipalidad y los servidores públicos en materia laboral. Tiene su base constitucional en el artículo 262 de la constitución que ordena la emisión de la misma. |
| 5   | Ley General de Descentralización                   | Decreto 14-2002 del Congreso de la República de Guatemala. Regula el deber constitucional del Estado, y por ende del municipio, de promover y aplicar la descentralización y desconcentración económica y administrativa.                                |

El gobierno de los municipios está a cargo de un Concejo Municipal mientras que el código municipal —ley ordinaria que contiene disposiciones que se aplican a todos los municipios— establece que «el concejo municipal es el órgano colegiado superior de deliberación y de decisión de los asuntos municipales […] y tiene su sede en la circunscripción de la cabecera municipal»; el artículo 33 del mencionado código establece que «[le] corresponde con exclusividad al concejo municipal el ejercicio del gobierno del municipio».
El concejo municipal se integra con el alcalde, los síndicos y concejales, electos directamente por sufragio universal y secreto para un período de cuatro años, pudiendo ser reelectos.
Existen también las Alcaldías Auxiliares, los Comités Comunitarios de Desarrollo (COCODE), el Comité Municipal del Desarrollo (COMUDE), las asociaciones culturales y las comisiones de trabajo. Los alcaldes auxiliares son elegidos por las comunidades de acuerdo a sus principios y tradiciones, y se reúnen con el alcalde municipal el primer domingo de cada mes, mientras que los Comités Comunitarios de Desarrollo y el Comité Municipal de Desarrollo organizan y facilitan la participación de las comunidades priorizando necesidades y problemas.

## Historia

### Los dominicos en las Verapaces

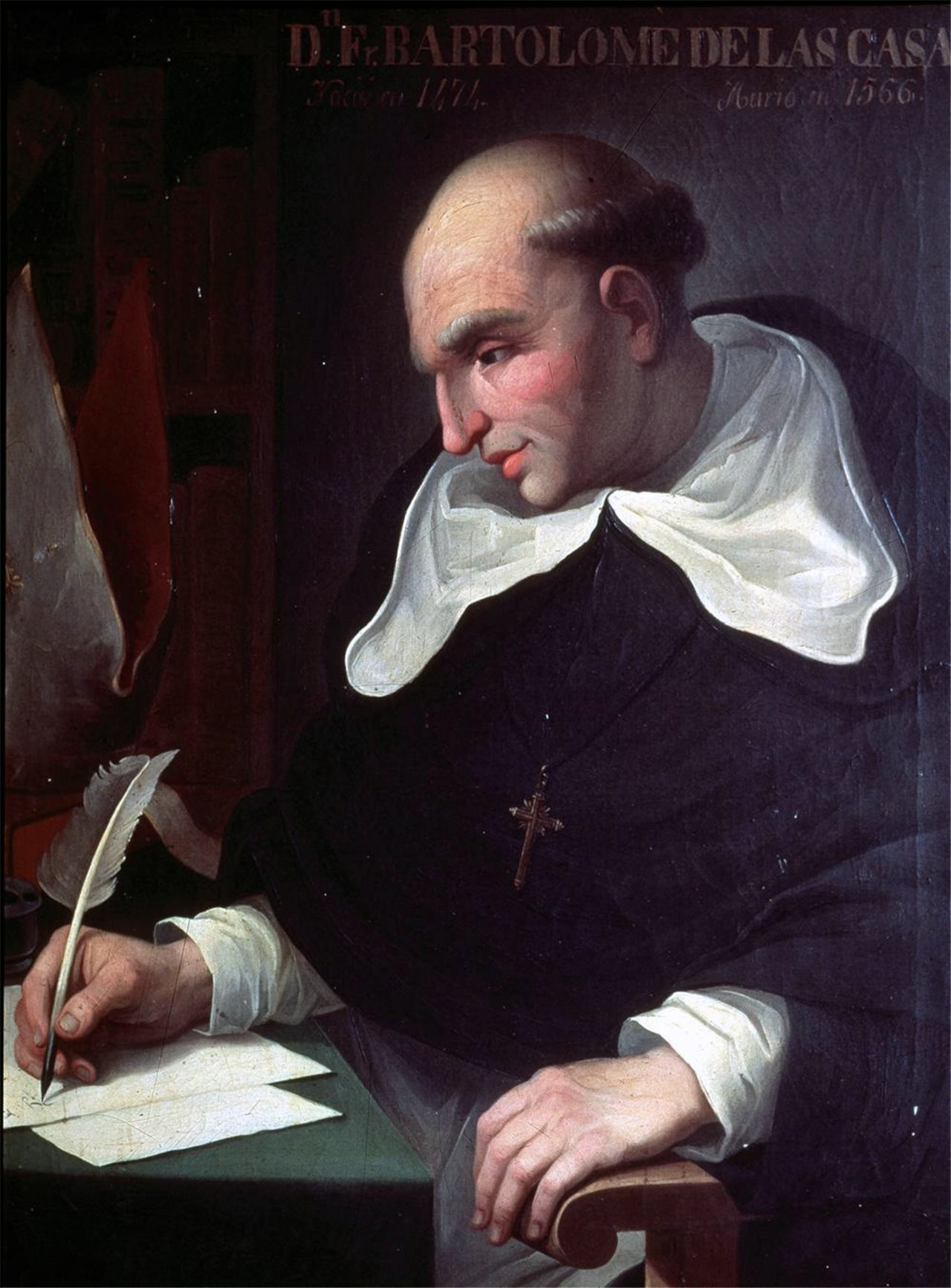
Fray Bartolomé de las Casas, O.P., quien junto a los frailes Rodrigo de Landa, Pedro de Angulo y Luis de Cáncer iniciaron la catequización de las Verapaces en 1542.

En noviembre de 1536, el fraile Bartolomé de las Casas, O.P. se instaló en Santiago de Guatemala. Meses después el obispo Juan Garcés, que era amigo suyo, le invitó a trasladarse a Tlascala. Posteriormente, volvió a trasladarse a Guatemala. El 2 de mayo de 1537 consiguió del gobernador licenciado Don Alfonso de Maldonado un compromiso escrito ratificado el 6 de julio de 1539 por el Virrey de México Don Antonio de Mendoza, que los nativos de Tuzulutlán, cuando fueran conquistados, no serían dados en encomienda sino que serían vasallos de la Corona. Las Casas, junto con otros frailes como Pedro de Angulo y Rodrigo de Ladrada, buscó a cuatro indios cristianos y les enseñó cánticos cristianos donde se explicaban cuestiones básicas del Evangelio. Posteriormente encabezó una comitiva que trajo pequeños regalos a los indios (tijeras, cascabeles, peines, espejos, collares de cuentas de vidrio...) e impresionó al cacique, que decidió convertirse al cristianismo y ser predicador de sus vasallos. El cacique se bautizó con el nombre de Juan. Los nativos consintieron la construcción de una iglesia pero otro cacique llamado Cobán quemó la iglesia. Juan, con 60 hombres, acompañado de Las Casas y Pedro de Angulo, fueron a hablar con los indios de Cobán y les convencieron de sus buenas intenciones.
Las Casas, fray Luis de Cáncer, fray Rodrigo de Ladrada y fray Pedro de Angulo, O.P. tomaron parte en el proyecto de reducción y pacificación, pero fue Luis de Cáncer quien fue recibido por el cacique de Sacapulas logrando realizar los primeros bautizos de los habitantes. El cacique «Don Juan» tomó la iniciativa de casar a una de sus hijas con un principal del pueblo de Cobán bajo la religión católica.
Las Casas y Angulo fundaron el pueblo de Rabinal, y Cobán fue la cabecera de la doctrina católica. Tras dos años de esfuerzo el sistema de reducción comenzó a tener un éxito relativo, pues los indígenas se trasladaron a terrenos más accesibles y se fundaron localidades al modo español. El nombre de «Tierra de Guerra» fue sustituido por el de «Vera Paz» (verdadera paz), denominación que se hizo oficial en 1547.

### Fundación de Santa Cruz Verapaz

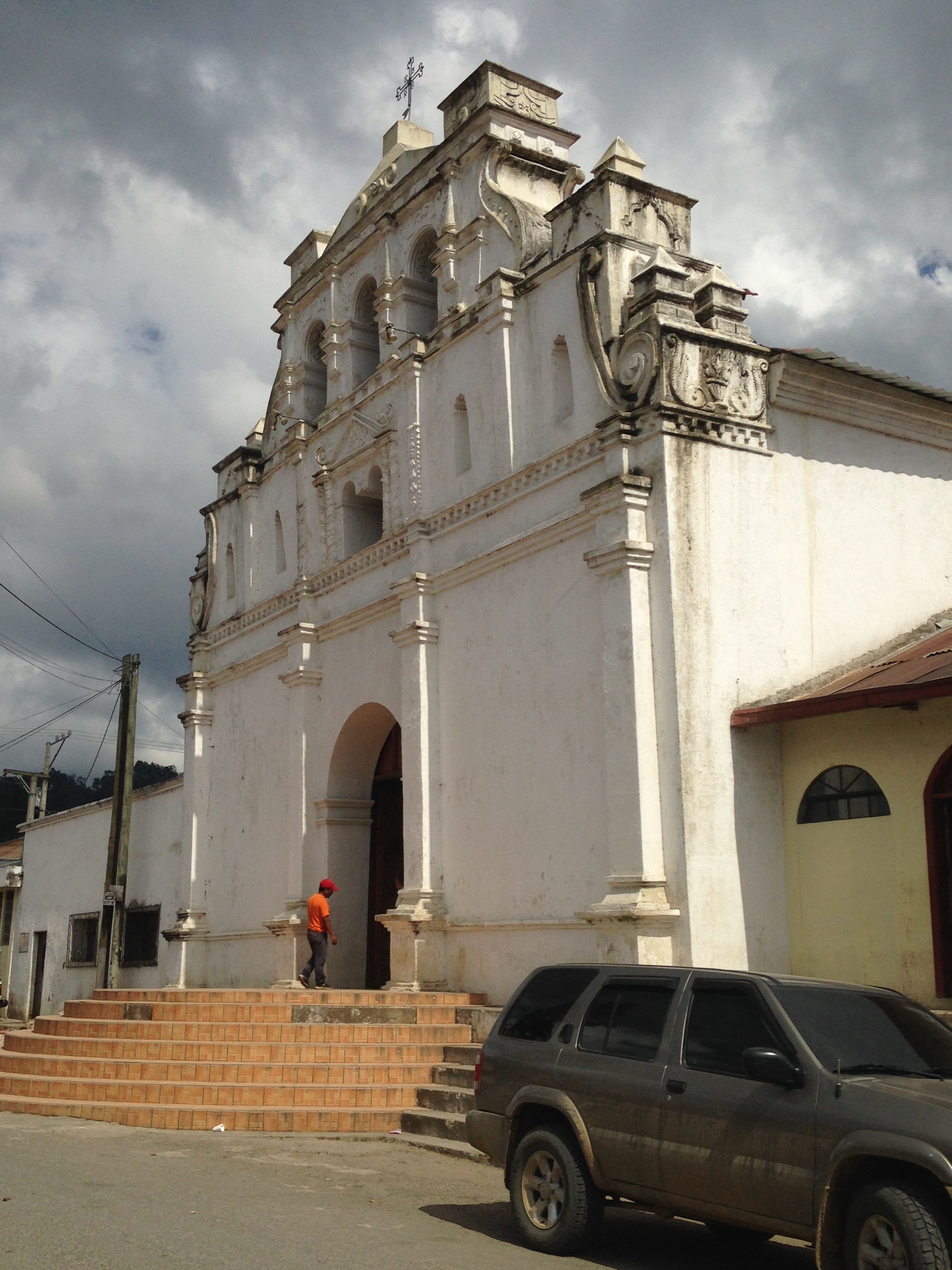
Iglesia católica de Santa Cruz Verapaz en diciembre de 2015.

Los frailes Juan de Torres, Pedro de Angulo y Luis de Cáncer, O.P. fundaron el pueblo de Santa Cruz de Santa Elena, en la región del señorío Munchú, por lo que el pueblo fue conocido originalmente como Santa Cruz Munchú. El poblado fue fundado como tal, el 3 de mayo de 1543 conforme acta suscrita el 1 de mayo de 1546 en la Ciudad Real de San Juan Chamelco por Juan Matalbatz en su calidad de gobernador.
El templo católico fue construido en el siglo xvi por lo que un alto valor histórico; al igual que el templo católico del municipio de Rabinal en Baja Verapaz, fue de los primeros en construirse por los frailes dominicos que arribaron a esa región durante las Capitulaciones de Tezulutlán.  El diseño del altar mayor fue una obra de arte de alta calidad, pero los constantes movimientos telúricos que afectan el territorio guatemalteco lo han dañado.  
En 1544 Las Casas fue consagrado obispo, pero cuando intentó aplicar las Leyes Nuevas en su diócesis, estas fueron abiertamente rechazadas por los encomenderos.. Al año siguiente, el obispo de Guatemala Francisco Marroquín realizó una visita a Tezulutlán y se entrevistó con los padres dominicos; de regreso en la ciudad de Gracias a Dios sede de la Audiencia de los Confines se reunió con Las Casas y con el obispo de Nicaragua Antonio de Valdivieso.  En esta reunión hubo grandes desavenencias entre Las Casas y Marroquín: Las Casas acusó a Marroquín de tener indios esclavos y de repartimiento así como predicar «dañosa doctrina»; Marroquín por su parte lo acusó de traspasar los límites de su jurisdicción.  El conflicto prosiguió en la Ciudad de México y se concluyó favorecer la libertad de los indios, conclusión que nunca se puso en práctica: la pacificación de la Selva Lacandona no se concluyó y fue el refugio preferido por los mayas rebeldes durante siglos.

### Tras la Independencia de Centroamérica
La constitución del Estado de Guatemala promulgada el 11 de octubre de 1825 estableció los circuitos para la administración de justicia en el territorio del Estado y menciona que el poblado de Santa Cruz era parte del Circuito Cobán en el Distrito N.º 5 de Verapaz junto con el mismo Cobán, Carchá, San Cristóbal, Purulá, San Joaquín, Santa Ana, Tamajú, Tucurú, Chamiquín y San Juan Chamelco.
Según Acuerdo del Ministerio de Educación con fecha 12 de julio de 1970, la Iglesia fue reconocida como parte del Patrimonio Nacional.

### La Franja Transversal del Norte
La Franja Transversal del Norte fue creada oficialmente durante el gobierno del general Carlos Arana Osorio en 1970, mediante el Decreto 60-70 en el Congreso de la República, para el establecimiento de desarrollo agrario. Las Zonas de Desarrollo Agrario estaban comprendidas dentro de los municipios: Santa Ana Huista, San Antonio Huista, Nentón, Jacaltenango, San Mateo Ixcatán, y Santa Cruz Barillas en Huehuetenango; Chajul y San Miguel Uspantán en el Quiché; Cobán, Chisec, San Pedro Carchá, Lanquín, Senahú, Cahabón y Chahal, en Alta Verapaz y la totalidad del departamento de Izabal.
A mediados de la década de 19170, se descubrió petróleo en la zona y altos oficiales guatemaltecos —incluyendo los expresidentes Fernando Romeo Lucas García y Kjell Eugenio Laugerud García— se convirtieron entonces en grandes terratenientes e inversionistas aprovechando las políticas de traslado de campesinos, acceso a información privilegiada, ampliación del crédito público y grandes proyectos de desarrollo; de hecho, la oficialidad guatemalteca formó el Banco del Ejército, y diversificó sus fondos de pensión.  Pero la presencia del Ejército Guerrillero de los Pobres en el departamento de Quiché, especialmente en la región petrolera de Ixcán, hizo que la guerra civil se recrudeciera en el área y los proyectos no se llevaran a cabo.  La región quedó en un parcial abandono hasta 2008, que se inició la construcción de la carretera en la franja.

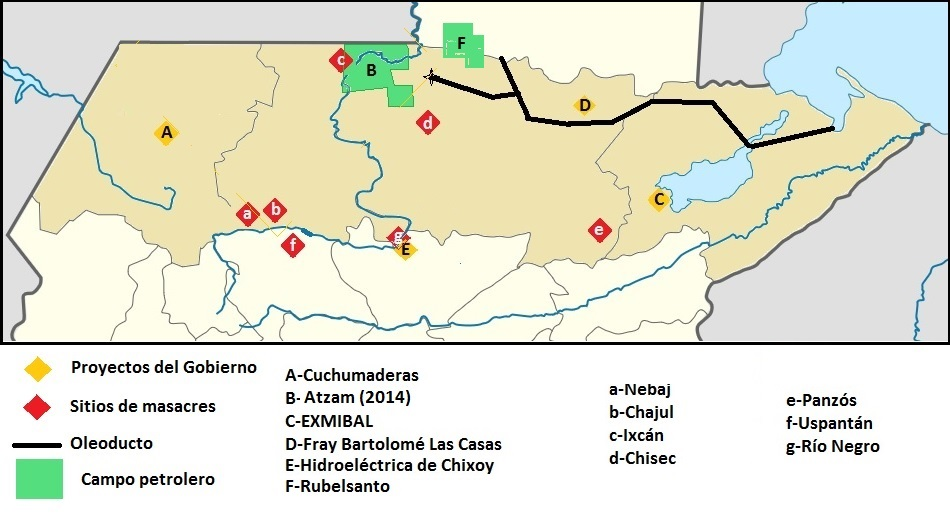
Ubicación de proyectos gubernamentales y de masacres en el área de la Franja Transversal del Norte. Obsérvese el campo petrolero de Atzam que se encuentra operativo en Ixcán.

## Flora y fauna

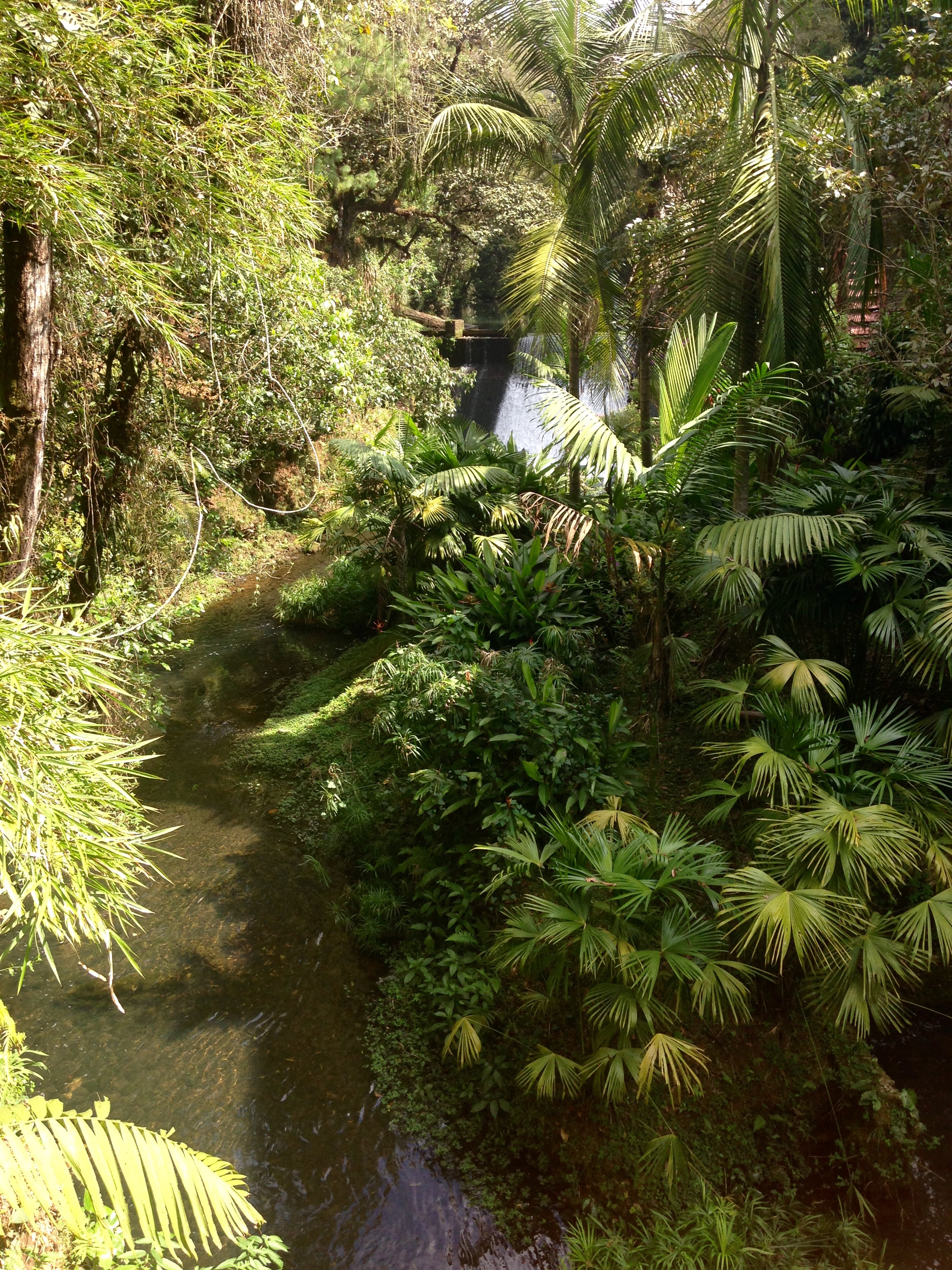
Parque y riachuelo en la finca Aurora, antiguo beneficio de café. Diciembre de 2015.

### Flora
En Santa Cruz Verapaz como parte de la «Verde Verapaz», existen bosques que aún se conservan en estado natural; sin embargo, la mayor parte de la región boscosa ha desaparecido por la ampliación de la frontera agrícola, por la explotación maderera, o bien por el crecimiento demográfico y poblacional del área. Las comunidades de Santa Elena y Chijou se encuentran en lo que fuera antiguamente una región rica en vegetación boscosa, de la que solamente quedan vestigios.
El municipio se caracteriza por presentar tres tipos de bosque: bosque de coníferas, donde predomina la especie Pinus maximinoii; bosque latifoliado y bosque mixto, donde se encuentran quercus, pinus y liquidámbar.  De los tres bosques mencionados, predomina el bosque mixto, donde además se encuentran bosques maderables y frutícolas.

### Fauna
Es una región favorecida por diversidad de animales domésticos y aves silvestres; sin embargo, su variedad y cantidad se ha visto afectada por la caza furtiva, la deforestación o destrucción de su hábitat y otras causas. En los lugares donde predomina la flora boscosa, aún se observan distintas especies de animales silvestres, pero con un alto riesgo de extinción ante su persecución.
Las distintas especies animales silvestres que existen en la región: 
- mamíferos: venado, tapir, tacuazín, tepezcuintle, comadreja, ardilla, conejo, armadillo, mapache,
- aves: guapote, juilín, pájaro carpintero, pijuy, guardabarranco, perico, chacha, zopilote, tecolote, y zanate
- otros: murciélago

Dentro de la vida cotidiana de los habitantes de la región, especialmente en el área rural, es normal observar la crianza de animales domésticos: perros, gallinas, pollos, patos y como algo propio la de región los pavos criollos o —llamados coloquialmente «chuntos» o «chompipes», cuya carne se utiliza en la cocina tradicional como en la elaboración del «kak´ ik´» (caldo de chile rojo) o del «saq’ ik´» (masa con chile blanco), platillos típicos que se sirven en eventos culturales, celebraciones familiares, religiosas o comunitarias.
En cuanto a la producción ganadera, hay crianza de ganado bovino de engorde o de producción de leche, principalmente en la Finca Valparaíso, la que abastece abarroterías de la región con sus productos lácteos. Por su parte, la crianza de ganado equino se observa únicamente en las fincas ganaderas, ya que los caballos han sido sustituidos por automóviles como medio de transporte.  Finalmente, ha ido desapareciendo también la crianza de cerdos por los espacios reducidos de las viviendas, el crecimiento demográfico o la urbanización.[cita requerida]

## Economía
La población ante la búsqueda de satisfacción a sus necesidades especialmente, fisiológicas, busca la forma para salir adelante, uno de los problemas del municipio es la falta de empresas o instituciones que ocupen la fuerza laboral, por lo que la mayor ocupación es la agricultura que como actividad primaria no cubre más allá que la sobre vivencia de la gente, agravada por la improductividad de la tierra ante el uso intensivo de la misma y las constantes lluvias que crean acidez en los suelos, además, el crecimiento de las familias provoca que la tenencia de la tierra se hace cada vez más pequeña por la redistribución esta atomización genera población desocupada pues dichos terrenos ya no son suficientes para la actividad productiva.

### Cultivos predominantes
Tradicionales: maíz, frijol, café, cardamomo, chile, pacaya, aguacate, plátano, caña y pimienta.
No tradicionales: tomate, papa, güisquil, brócoli, repollo, güicoy, xate y espárrago. Estos dos últimos producidos por empresarios capitalistas para la exportación en vista de la inversión que representa su cultivo. El tomate, papa, güisquil, brócoli, repollo, güicoy y chile pimiento, son producidos para el mercado nacional; su cultivo fue introducido en esta región especialmente por personas originarias del municipio de Palencia (Guatemala), asentadas en esta región a principios de los años noventa.

### Producción artesanal
Existe una variada actividad de producción artesanal, donde los nativos ocupan sus horas libres, se elaboran tejidos típicos de algodón, como güipiles, cortes, mantillas, etc. se cultiva y trabaja el maguey en la elaboración de lazos, redes, hamacas, morrales, alfombras, actualmente el maguey está siendo sustituido por el hilo de nailon; productos de palma silvestre como petates, escobas, sopladores; de parafina en la elaboración de candelas y velas; además se trabaja a tiempo completo la madera en la elaboración de todo tipo de muebles y juguetes; como también en vidrio y hierro se elaboran muebles, ventanas, puertas, balcones, barandas, mostradores, estantes.

## Aspectos sociales

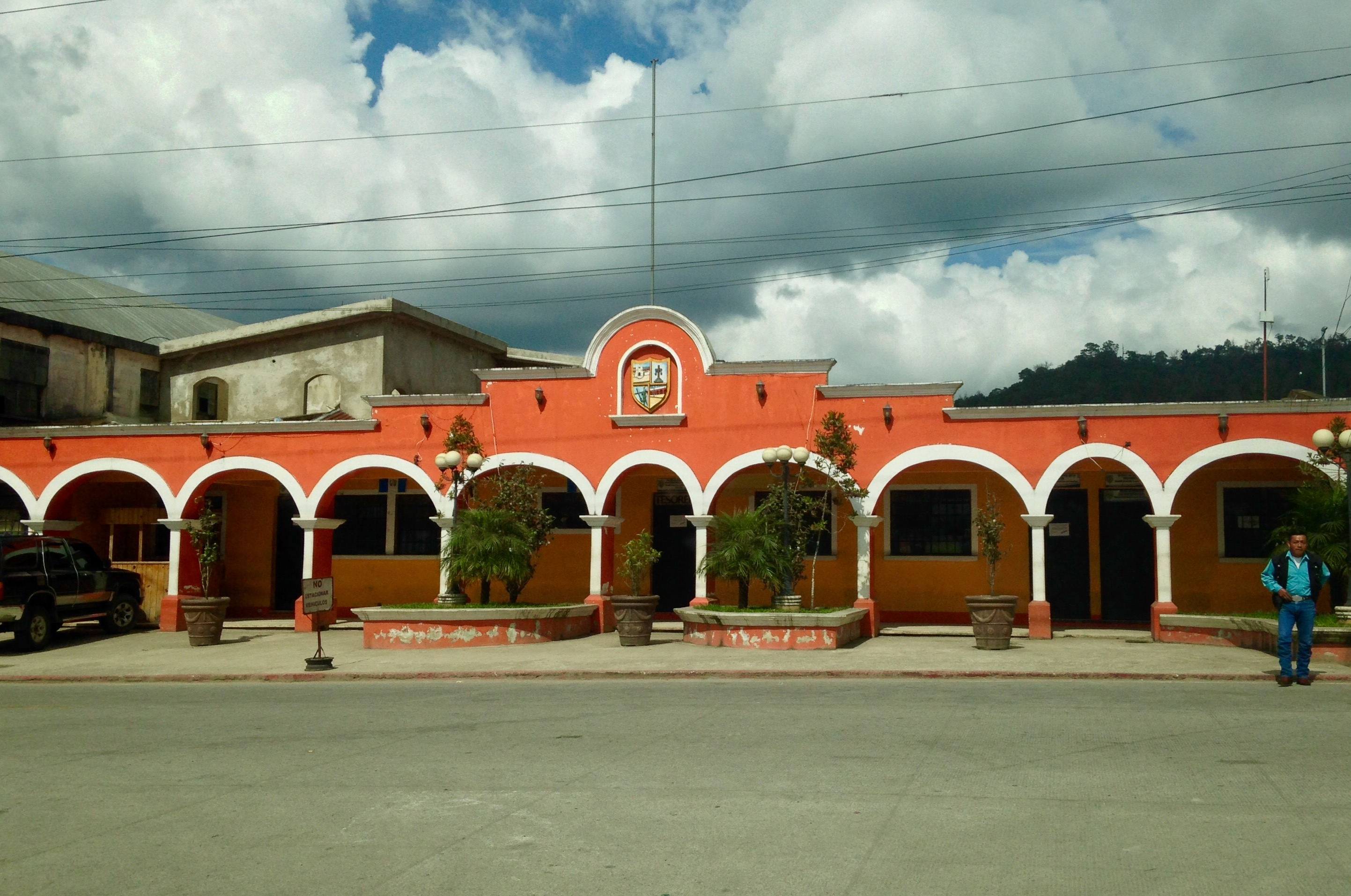
Palacio Municipal de Santa Cruz Verapaz en diciembre de 2015.

La población está dividida en dos grupos étnicos principales: mestizo e indígena. Originalmente predominaban los grupos poq´omchi´ y mestizo; sin embargo, a raíz de los diferentes movimientos sociales derivados de la guerra civil y migraciones internas, conviven en el área, grupos de origen q´eqchi´ y achí, en menor escala quiché, qaqchiquel y man. Todos estos grupos completan cerca de quince mil habitantes, mientras un total de 3,973 son ladinos y 23 de otras etnias.  Entre estos últimos se encuentran personas de origen europeo, principalmente alemanes e italianos -que llegaron en la década de 1970 a trabajar en la construcción de la Planta Hidroeléctrica Chixoy y se quedaron radicados en el lugar. Una de las características sobresalientes de algunos habitantes de la región es que son monolingües y se comunican únicamente a través de su idioma materno. 

### Organización Social
La organización social que asume la población en la cabecera municipal de Santa Cruz Verapaz se presenta de forma coyuntural en la búsqueda de satisfacción de necesidades, (focalizada a necesidades, problemas o intereses muy puntuales) se organizan ya sea por barrios o sectores de la población afectados a motivados en la realización de determinado proyecto o actividad específica, logran su objetivo y desaparecen. Se observan problemas de apatía en la participación o que las autoridades no permitan la participación se puede notar por ejemplo en aquello que puede ser motivo de participación comunitaria, se realiza a través de nombramientos por parte de las autoridades municipales a empleados (as) de la misma, como es el caso de la organización de las actividades de feria, de deportes, etc.
Por aparte, la participación de Organizaciones No Gubernamentales (ONG) es escasa, solo existen instituciones estatales como el Sistema Integral de Atención en Salud (SIAS), Fondo para el Desarrollo Indígena de Guatemala (FODIGUA), Programa de Apoyo al Sector Educativo en Guatemala (PROASE) y el Comedor tradicional Infantil de la Iglesia Católica. Ello, hace pensar que las autoridades han limitado algún tipo de relación externa.
Las organizaciones más activas dentro de la población son las religiosas. En el templo parrocial católico existe un comité con funciones de mejoramiento del templo, el proyecto donde trabajan actualmente es en la remodelación del piso y alumbrado eléctrico. para lo cual realizaron una serie de actividades de recaudación de fondos, ante el alto costo del proyecto. Aunque la mayoría de la población es católica, las iglesias protestantes trabajan activamente en la construcción o mejoramiento de sus respectivos templos.

### Salud
En cuanto a la estructura administrativa en la prestación de servicios de Salud, Santa Cruz Verapaz pertenece al Distrito de Salud n.º 2 del Ministerio de Salud Pública y Asistencia Social, ubicado en San Cristóbal Verapaz, la población es atendida por medio de un puesto de salud tipo "C", para la población de área urbana, otros dos puestos de salud del mismo tipo atienden en las aldeas Chijou y Najquitob; 4 casas de salud ubicadas en Pambach, Valparaíso Chitul y Gan Antonio Panec, el proyecto de Sistema Integral de Atención en Salud -SIAS- da cobertura al resto de la población rural.

## Aspectos Culturales

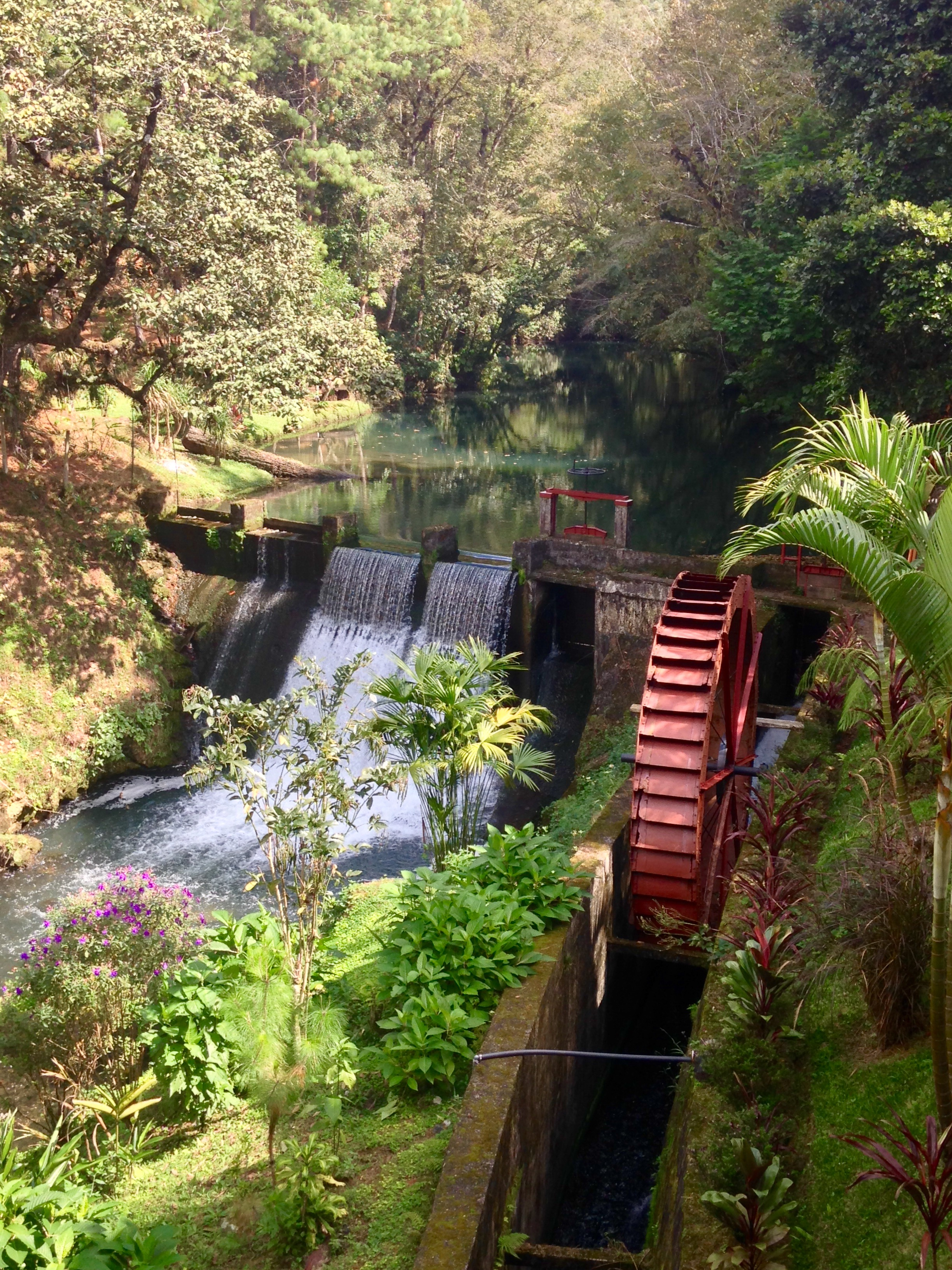
Represa en la Finca Aurora, antiguo beneficio de café. Diciembre de 2015.

Alta Verapaz es una de las mayores riquezas que posee Guatemala en folklore, tradiciones, cultura e historia. Con más de cuatrocientos años desde que se fundó este reino ancestral, todo el territorio de las Verapaces es uno de los principales tesoros que posee el país, no sólo en el campo económico sino principalmente en el aspecto etnográfico, arquitectónico, de reservas ecológicas, de paisaje, de costumbres y tradiciones.  En las Verapaces es donde mayormente se manifiestan las expresiones culturales ancestrales, en donde aún se reviven sus tradiciones y donde aún existen comunidades de descendientes puros, mayas - q´eqchí y mayas – poq´omchi´.
Es una de las pocas regiones que en la celebración de sus ferias titulares reviven esas tradiciones, sacando a relucir el colorido de sus trajes autóctonos, comida típica, sus bailes, máscaras y disfraces, así como su música e instrumentos.  De esta manera, la feria es la oportunidad en que pueden conocerse algunas de las costumbres o tradiciones de los pueblos que conforman la Verapaz.

### Feria titular
La feria titular de Santa Cruz Verapaz se celebra del 1 al 4 de mayo de cada año, es una combinación de actividades religiosas, culturales, sociales y recreativas. Para celebrar esta importante actividad, en honor a la Santa Cruz, la Municipalidad nombra dentro de su personal, comisiones responsables de la realización de la misma, dentro de las actividades más importantes que se organizan están las siguientes:
- Elección e investidura de la Reina Indígena, o Rixqun Ma´mun (Hija del Rey)

Previo a los días propiamente de feria, se realizan actividades culturales como presentación y elección de las reinas que representan a los diferentes sectores de belleza femenina del lugar. En esta actividad se hace una magna presentación de las tradiciones y ritos ancestrales. La señorita electa adquiere el derecho a participar de Princesa Tezulutlan y “Rabin Ajau”, eventos que se realizan a nivel departamental y nacional respectivamente. Para el montaje de este evento existe un comité de cultura quien es el responsable de su realización. 
- Elección e investidura de la Señorita “Flor de Mayo” Acontecimiento que en los últimos años ha ganado esplendor, la comisión responsable de la feria, invita a señoritas residentes en el municipio a participar como candidatas, a quienes se les proporciona ayuda económica para cubrir los gastos de vestuario, calzado y maquillaje. Para la elección e investidura se invitan a artistas regionales y nacionales, quienes ofrecen un concierto al final de la investidura de música contemporánea.

Además, se celebra la elección e investidura tanto de la Reina Infantil Indígena Rihmaam Ma´mun, (Nieta del Rey) como de la Reina Infantil no indígena, eventos que se coordinan con las escuelas de educación primaria y pre primaria.
- Bailes sociales: durante los días de feria la municipalidad organiza un baile social en honor a las reinas santacruceñas electas. Además, el baile de gala, amenizado con el instrumento nacional, la marimba, para el cual circulan invitaciones especiales.
- Desfile inaugural: El 1 de mayo se inicia con un desfile donde participan las autoridades municipales, civiles, militares y educativas del municipio y del departamento. Participan estudiantes y maestros de los centros educativos recorriendo las principales calles acompañados de bandas de música y carrozas donde exaltan la belleza de las reinas de la feria, culmina el desfile en el estadio de fútbol “Isaías García Morales”, donde se desarrolla una agenda cívica especial, de actos y exhibiciones. La celebración culmina con un almuerzo ofrecido a las autoridades, reinas del municipio e invitados especiales, en el salón municipal.
- Caminata: el día 2 de mayo, por la mañana, se realiza la tradicional caminata de autoridades municipales, eclesiásticas, cofradías y reinas, quienes hacen su encuentro a autoridades municipales, eclesiásticas, cofradías y reinas de San Cristóbal Verapaz, este encuentro de pueblos hermanos culmina con un almuerzo ofrecido por las autoridades de la localidad.
- Alborada en el día de la Santa Cruz: el 3 de mayo alrededor de las cuatro de la mañana frente a la iglesia católica, se inicia la alborada en honor a la Santa Cruz, con repiques de campanas, quema de cohetes, bombas y música de marimbas. A las diez de la mañana se celebra con toda solemnidad la misa para luego salir en procesión recorriendo las principales calles; por último a partir de las siete de la noche en el estadio de fútbol se realiza la quema juegos pirotécnicos.

### Bailes folclóricos
Los bailes folclóricos son una representación de la colonización implementados por los frailes de la Orden de Predicadores que se establecieron en la región. En Santa Cruz se observan bailes tradicionales como «El Torito», el de «Los Diablos», «Los Moros», «Los Venados» y especialmente el de «Los Guacamayos», que es uno de los más antiguos de la región, todos acompañados con música de marimba, el tun, el pito y el tambor.
El baile de «Los Guacamayos» se remonta al período clásico de la sociedad maya; antiguamente era conocido como Xejol Tun, que significa Bailadores con el instrumento musical Tun, otro de los nombres a este baile era el de, Mama Mun que significa Gran Jefe, Cacique o Rey. Para los indígenas, los Guacamayos eran una representación del sol; la danza se basa en una antigua leyenda poq´omchi´ que narra el encantamiento de un príncipe maya, «Quiché winak» perdido en la selva, siendo protegido por Tzultaq´a, «Dios de los Cerros». Se dice que Tzultaq´a envió al príncipe con sus nawales o espíritus protectores encarnados por los Guacamayos, a quienes se le rinde tributo a través de este baile.[cita requerida]

### Traje típico
Alta Verapaz se distingue por sus grupos lingüísticos como por la variedad de sus trajes indígenas, pues la mayor parte de habitantes de los municipios tienen su propia vestimenta que sobresale por el colorido y significado de los mismos.
Los llamados «trajes típicos» de Guatemala son prendas características que utilizan los pobladores de determinadas regiones o poblados; estos fueron impuestos a los indígenas conquistados por los encomenderos, curas reductores y frailes doctrineros luego de la Conquista en el siglo xvi; la finalidad de estos atuendos era identificar fácilmente a qué región pertenecían los indígenas y evitar migraciones descontroladas.  Tras la Independencia de Centroamérica los trajes se mantuvieron entre los indígenas por costumbre, pues las prendas eran heredades de generación a generación.
La mujer altaverapacense es la que menos influenciada ha estado por parte de culturas externas a pesar de la colonia alemana que ocurrió en la primera mitad de [[siglo XX]xx]] y ha logrado contribuir a la conservación de este patrimonio cultural.  El traje indígena es un libro de historia en el que los símbolos o brocados forman un códice ideográfico, en cada uno de ellos existe contenido histórico o un legado que aún no se descubre pero que se supone que se origina desde la época prehispánica; se asegura que en los mismos se encuentra la representación del sol, la diosa luna, las estrellas, los animales, la vida, el fuego, el agua, la tierra, la espiritualidad, la inmortalidad, el poder, la naturaleza y la muerte.[cita requerida]
En Santa Cruz Verapaz el traje original en el hombre consiste en pantalón y camisa de color blanco, prácticamente ha desaparecido como atuendo de uso común, se visten a la occidental aprovechando la presencia y lo barato de telas y ropa de «paca americana»; la mujer usa güipil de color blanco de manta y corte de color negro o azul profundo, es más común el uso de los trajes típicos multicolores elaborados con telas de fábrica. Los trajes originales se utilizan especialmente en actividades culturales y religiosas.

### Comida típica
El «Saq´ik´» es la comida típica del municipio, se consume para la celebración de cualquier actividad familiar o comunitaria; consiste en un recado elaborado de masa de maíz cocido sin cal, condimentado con especias, entre ellas tomate, pimienta, clavo, sazonador. Por aparte el “chunto” o chompipe o la gallina generalmente se cocina entero (a) y es hasta la hora de servirse que se divide en partes. Dos libras de maíz son suficientes para cubrir lo que respecta a la cantidad de carne de un chunto. En vez de tortillas se consumen tamalitos de masa «pochitos» envueltos en hoja de «mox», «moshan» o «mashan»; o en hoja de banano. En la región es costumbre no consumir todo lo servido, llevando parte de la comida a casa, esto que es llevado a casa es conocido como «xel».

### Ceremonias indígenas
La religiosidad de los Mayas data de tiempos inmemoriales, sus ritos o costumbres se realizaban en cuevas o grutas a falta de templos construidos, razón por lo que aún en la actualidad se siguen usando dichos centros ceremoniales naturales para la realización de ceremonias. 
En las cuevas o grutas se encierra un especial misticismo, debido a la belleza de formas o figuras de sus estalactitas suspendidas y el ambiente silencioso de las mismas, provocan un ambiente propicio para la espiritualidad . Son cámaras sin luces que recogen escenas pintorescas y antojadizas que la naturaleza con el correr de los años va formando.
En Santa Cruz Verapaz se encuentran las Cuevas de Chitul ubicadas en el "km 199.5" en la orilla de la carretera CA-14. Estas cuevas constituyen el mayor centro ceremonial maya del municipio, frecuentemente grupos indígenas realizan encuentros y ritos en honor a Dios. 
Las cuevas de Chitul sirven de marco a la interculturalidad , esta se hace patente en este lugar, pues además de ser centro ceremonial maya, también es centro de encuentro para celebraciones de grupos religiosos cristianos, aquí personas de diferentes etnias encuentran un lugar propicio para ese encuentro espiritual.
Las ceremonias se realizan en días especiales con el fin de pedir a Dios, llamado “Ajau”: sabiduría, fortaleza y bendiciones para afrontar el mundo e integrarse.
Se ruega a los cuatro puntos cardinales, tomando como elementos el viento, la noche, el sol, las semillas y la tierra; el viento para que sople toda la maldad y purifique el ambiente; la noche para que aleje la maldad; el sol como representación de la vida; las semillas que engendran la producción y la alimentación; y la tierra, como el centro donde se conjugan todos los elementos y se desarrolla la vida.
Siembra y cosecha del maíz
En la siembra del maíz, previo a depositar los granos, en la casa de habitación del dueño de la siembra, se rinde culto mediante rezos alrededor de la semilla, acompañan a la familia invitados especiales y trabajadores, durante la siembra y la cosecha se consumen “tayuyos” (tortilla de maíz con frijoles en su interior) y agua de masa, al finalizar el trabajo se sirve el “saq´ik’” y el “Boj”, (jugo de caña fermentado). Donde generalmente terminan emborrachándose.

## Turismo

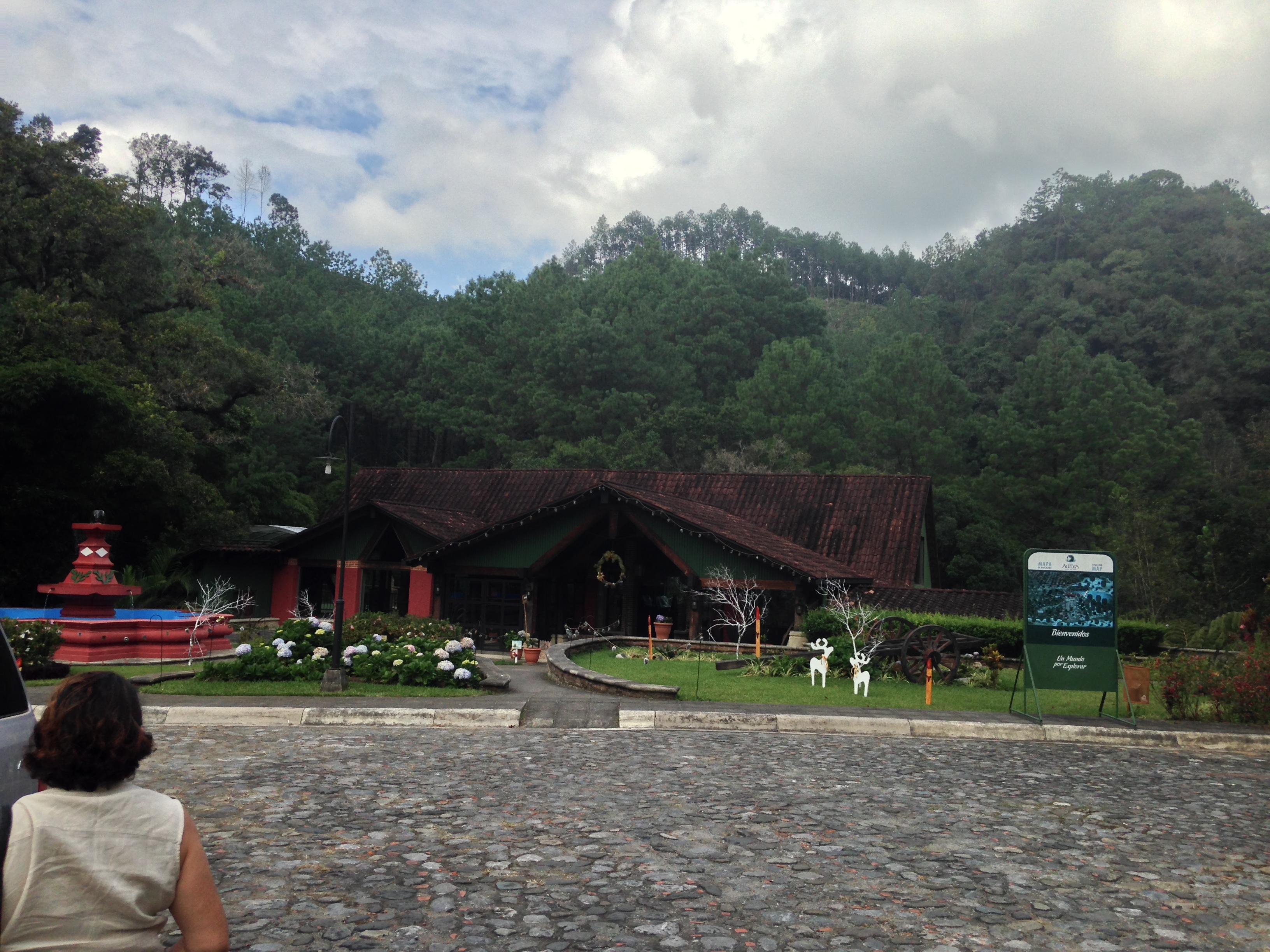
Finca Aurora, beneficio de café.

Santa Cruz Verapaz, se encuentra ubicado en una generosa región natural, por lo que ofrece ambientes naturales como bosques, planicies, nacimientos y paso de arroyos o ríos. Además, edificios como el templo católico y parque central. 
Por otro lado, ritos y costumbres, el folclore en sus actividades festivas, que pueden aprovecharse para la recreación familiar como para la explotación turística. 
Dentro de algunos de sus centros importantes a visitar están:
Eco Centro Holanda
A la altura del kilómetro 199.5 de la carretera CA-14 se encuentra el “Eco Centro Holanda”, que se enfoca al ecoturismo. El terreno donde se ubica tiene una extensión de una caballería, cubierto de bosque natural. El complejo del Eco Centro Holanda comprende un dique que se construyó aprovechando una quebrada que existía en el terreno, sobre el dique, hay un puente de madera que durante los fines de semana y días festivos es utilizado como restaurante.
Los servicios que presta son: Servicio de restaurante, cabañas para huéspedes, salón de usos múltiples, bosques para acampar y, alquiler de instalaciones para grupos de estudiantes, actividades sociales y familiares.
Park Hotel
A la altura del kilómetro 197 de la carretera CA-14 y parte de lo que es el área urbana de Santa Cruz Verapaz, se encuentra Park Hotel. Se clasifica como de cuatro estrellas, brinda a sus visitantes servicio de restaurante, gimnasio, habitaciones confortables, centro de convenciones; dentro de su área recreativa cuenta con juegos para niños y un zoológico.
Hotel Real Majestic
Se encuentra ubicado a la orilla de la ruta CA-14 km 197.2, cuenta con servicio de restaurante y alojamiento económico, higiénico y familiar. 
Centro Recreativo El Manantial
Se encuentra ubicado en la salida al municipio de San Cristóbal Verapaz, cuenta con piscinas, restaurante y espacio para acampar con la familia, adecuado para recreación y celebraciones de tipo familiar.
Polideportivo
En la salida a San Cristóbal Verapaz, se encuentra el Polideportivo de Santa Cruz Verapaz, el cual es de reciente construcción. Posee una cancha de fútbol, dos de fútbol sala, tres de básquetbol que también pueden adaptarse al juego de voleibol; para niños hay juegos recreativos. Además, cuenta con un edificio administrativo en el que están considerados espacios para juegos de salón.
Además de los lugares mencionados, existen otros atractivos turísticos no explotados como el Balneario La Isla, Balneario El Arco, Balneario de Chijou, Balneario de Chichén, Cuevas de Chitul, Cuevas de Río Frío, Cuevas de Chichén, Cuevas de Chixajau y Laguna de Valparaíso, entre otros.[cita requerida]